# Рафо Тауншип (округ Ланкастер, Пенсільванія)
Рафо Тауншип (англ. Rapho Township) — селище (англ. township) в США, в окрузі Ланкастер штату Пенсільванія. Населення — 12 024 особи (2020).

## Демографія
Згідно з переписом 2010 року, у селищі мешкали 10 442 особи в 4023 домогосподарствах у складі 2986 родин. Було 4199 помешкань
Расовий склад населення:
| - 96,4 % — білих - 1,1 % — азіатів - 0,8 % — чорних або афроамериканців - 0,1 % — корінних американців |

До двох чи більше рас належало 0,9 %. Частка іспаномовних становила 2,3 % від усіх жителів.
За віковим діапазоном населення розподілялося таким чином: 22,9 % — особи молодші 18 років, 61,6 % — особи у віці 18—64 років, 15,5 % — особи у віці 65 років та старші. Медіана віку мешканця становила 43,3 року. На 100 осіб жіночої статі у селищі припадало 101,7 чоловіків;  на 100 жінок у віці від 18 років та старших — 98,9 чоловіків також старших 18 років.
Середній дохід на одне домашнє господарство  становив 79 321 долар США (медіана — 67 234), а середній дохід на одну сім'ю — 90 632 долари (медіана — 78 879). Медіана доходів становила 52 177 доларів для чоловіків та 40 117 доларів для жінок. За межею бідності перебувало 5,0 % осіб, у тому числі 4,3 % дітей у віці до 18 років та 4,1 % осіб у віці 65 років та старших.
Цивільне працевлаштоване населення становило 6032 особи. Основні галузі зайнятості: освіта, охорона здоров'я та соціальна допомога — 19,3 %, виробництво — 16,0 %, роздрібна торгівля — 10,5 %, будівництво — 7,2 %.